# Ptilidiaceae
Ptilidiaceae, porodica jetrenjarki u koji su uključena dva roda, dio je reda Ptilidiales.

## Rodovi
1. Blepharozia (Dumort.) Dumort.
2. Ptilidium Nees